# (48171) Juza
(48171) Juza (2001 HZ15) – planetoida z pasa głównego asteroid okrążająca Słońce w ciągu 3,73 lat w średniej odległości 2,4 j.a. Odkryta 23 kwietnia 2001 roku.